# هلپ (گروه موسیقی)
د هلپ (به انگلیسی: The Hellp) گروهٔ موسیقی آمریکایی می‌باشد که در لس آنجلس، کالیفرنیا مستقر می‌باشد و آن را نوآ دیلون و چندلر لوسی تشکیل می‌دهند. این گروه نخستین آلبوم خود را در سال ۲۰۱۶ تحت عنوان منتشر نمود و سپس چندین ئی‌پی و چندآهنگ نیز منتشر کردند. دومین آلبوم گروه تحت عنوان ال‌ال در سال ۲۰۲۴ از سوی آتلانتیک رکوردز منتشر گردید. از این گروه به‌عنوان یکی از چهره‌های تاثیرگذار در احیای سبک ایندی سلیز در دههٔ ۲۰۲۰ یاد می‌کنند.